# Evidenční číslo domu

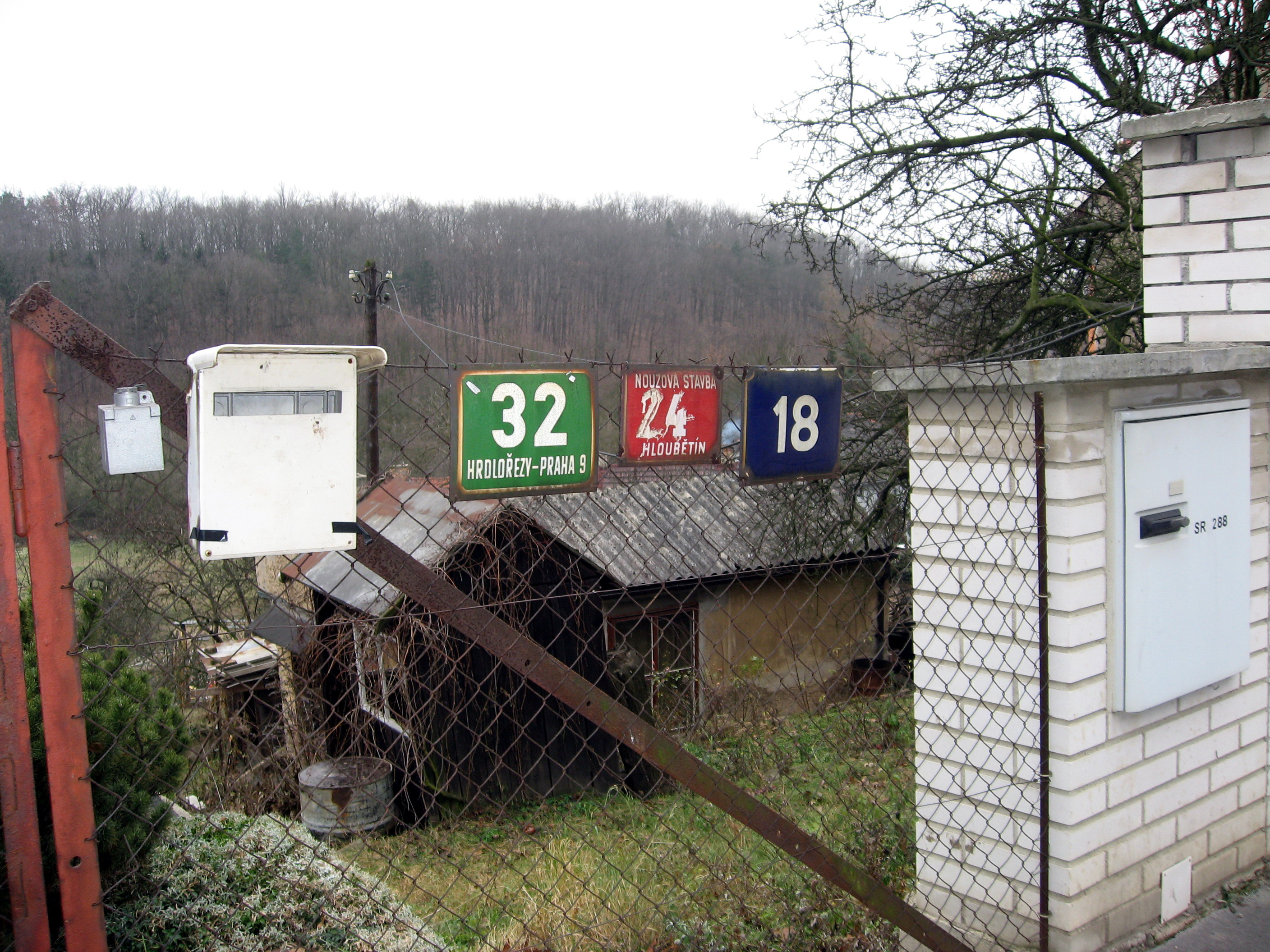
Označení domu v Hrdlořezech

Evidenční číslo domu se v České republice přiděluje stavbě v některých případech místo čísla popisného, stejný typ čísla existoval do roku 1998 i na Slovensku. 

## Historie
Podle § 6 odst. 3 vyhlášky československého Ústředního úřadu pro věci národních výborů č. 97/1961 Sb., o názvech obcí, označování ulic a číslování domů, vydané na základě zmocnění zákonem 36/1960 Sb., o územním členění státu, se „řadovým číslem evidenčním“ označovaly stavby sloužící k prozatímnímu nebo občasnému bydlení.
Podle § 14 vyhlášky slovenského ministerstva vnitra č. 93/1970 Sb., která na Slovensku nahradila československou vyhlášku, musely mít evidenční číslo ostatní objekty a budovy, které jsou základy pevně spojené se zemí a které slouží jen k dočasnému bydlení (zahradní domky, chaty apod.) nebo k jiným účelům (kiosky, garáže apod.) a nejsou označeny soupisným číslem. Tuto vyhlášku nahradil zákon Slovenské národní rady č. 517/1990 Sb., o územním a správním členění Slovenské republiky, účinný od 19. prosince 1990, který již v sekci o číslování staveb s evidenčními čísly vůbec nepočítá a nezmiňuje je, a to ani v přechodných ustanoveních. Až vyhláška  347/1997 Z. z., která provádí § 15 zákona č. 221/1996 Z. z., o územním a správním členění Slovenské republiky, v § 8 odst. 1 stanoví, že evidenční čísla staveb, která nebyla zrušena ke dni účinnosti této vyhlášky, nahradí obce soupisnými čísly do 31. prosince 1998. 
Podle § 31 českého zákona 128/2000 Sb., o obcích, i podle zákona o hlavním městě Praze z roku 2000 se evidenční čísla přidělují místo čísla popisného:
- stavbám pro rodinnou rekreaci
- stavbám dočasným
- budovám, které nevyžadují stavební povolení ani ohlášení stavebnímu úřadu (s výjimkou těch, které se nečíslují vůbec)

Domovní číslo je v obvyklé úřední terminologii společný termín pro popisné i evidenční číslo, nikoliv však pro orientační číslo. Každá budova se označuje buď číslem popisným nebo číslem evidenčním. Číslo přiděluje obec rozhodnutím, tabulku s číslem je povinen umístit na své náklady vlastník budovy. Samostatnými popisnými ani evidenčními čísly se podle zákona neoznačují příslušenství budovy, která jsou součástí jednoho celku (typicky například stodoly, kůlny a podobně).
Evidenční číslo je, podobně jako popisné číslo, jedinečné v rámci části obce, ale evidenční čísla tvoří samostatnou číselnou řadu, tj. ve stejné části obce mohou být dvě budovy se stejným číslem, z nichž jedno je popisné a jedno evidenční. Pokud je úředně změněn účel používání domu, může být domu odebráno číslo popisné a nahrazeno číslem evidenčním (typicky při změně chalupy z trvalého bydlení na rekreační účel) nebo naopak odebráno evidenční číslo a nahrazeno popisným (typicky při přestavbě rekreačního objektu na trvalé bydlení). Číslo popisné nebo evidenční se podle zákona o obcích č. 128/2000 Sb. nesmí užívat opakovaně, tj. nesmí být přiděleno nové budově, která stojí na místě zaniklé dřívější budovy, jak se mnohde v minulosti dělo, ani budově stojící jinde. Dokonce ani pokud by byly přečíslovány domy v celé obci, což zákon připouští výjimečně z vážných důvodů (§ 32) a na náklady obce, nesmí být znovu přidělena ta popisná a evidenční čísla, která v minulosti měly jiné budovy (§ 31 odst. 5). Jedním z případů, kdy musí dojít k přečíslování, je zrušení části obce. Zanikne-li budova, příslušné popisné nebo evidenční číslo je zrušeno a nesmí být znovu přiděleno.
V oficiálních dokumentech se zpravidla rozlišují údajem „evidenční číslo“ nebo zkratkou „ev. č.“ Na tabulkách či v adresách se mnohde rozlišují číslicí 0 nebo písmenem E přidaným před vlastní číslo. Tabulky jsou často barevně rozlišeny od popisných i orientačních čísel (například pro rekreační stavby v okolí Prahy je obvyklá žlutá tabulka s černými číslicemi, novější evidenční čísla v Praze mají často zelenou barvu atd. Mnohdy je rozlišení provedeno jen textem na tabulce, například slovy „nouzová stavba“, „provisorní stavba“, „chata“ a podobně.
Vyhláška ministerstva vnitra č. 326/2000 Sb. specifikující pouze „popisná, evidenční a orientační čísla se barevně liší“ (§ 5). Všechny obce kromě hlavního města Prahy jsou zákonem o obcích zmocněny upravit provedení tabulek nařízením, většina obcí však takové nařízení nevydala, a to ani mnohé obce, kde dříve tyto požadavky upravovala vyhláška obce. Metodické doporučení ministerstva vnitra k činnosti územních samosprávných celků výslovně zmiňuje, že způsob, jakým má obecní úřad určit barvu a provedení čísel, zákon nestanoví, a za nejvhodnější postup považuje, že obecní úřad sdělí barvu a provedení čísel v dokladu o přidělení čísla, a to buď slovním popisem, nebo grafickým vzorem (nákresem). Doporučení se nezabývá otázkou, jakou formou má být přijato rozhodnutí, ze kterého by mělo takové sdělení vycházet. Metodické doporučení zmiňuje, že v praxi se lze setkat s různými doplňky evidenčních čísel, např. zkratkami „e. č.“, „ev.“, nebo nápisy vysvětlujícími podstatu budovy, např. texty „chata“, „nouzová stavba“, „provizorní stavba“. Připomíná, že tyto doplňující údaje nejsou součástí adresy, nezapisují se spolu s číslem do základního registru územní identifikace, adres a nemovitostí, a neobjevují se tak v žádných evidencích jako součást adresy. Přidání číslice „0“ nebo písmene „E“ na začátek evidenčního čísla označuje doporučení výslovně za nežádoucí praxi. Tvrzení ministerstva, že žádný z uvedených doplňků není součástí adresy, není zcela pravdivé – vyhláška 359/2011 Sb. naopak v § 6 stanoví způsob zápis adres tak, že ve výstupech ze základního registru se u evidenčního čísla musí zkratka „č.ev.“ uvádět vždy. Vzhledem k tomu, že neexistuje jednotná obecně srozumitelná celostátní konvence významu barev pro jednotlivé typy čísel, je zřejmě na odpovědnosti obce, aby jednoznačným a srozumitelným způsobem zajistila odlišení evidenčních čísel od popisných, k čemuž barevné provedení samo o sobě zpravidla nestačí.  
Adresy s číslem evidenčním často neobsahují název ulice ani v obcích či částech obce, kde jsou ulice pojmenovány – často leží mimo souvislou zástavbu s pojmenovanými ulicemi, mnohdy nejsou k ulici přiřazeny ani objekty, které v pojmenované ulici stojí. Jsou však i případy, kdy čísla evidenční k ulici nebo jinému názvu v roli názvu ulice (například názvu chatové osady) přiřazeny jsou, a někdy jim jsou dokonce přidělena i čísla orientační. Vyhláška 326/2000 Sb. v § 6 odst. 2 stanoví, že „čísla orientační se umísťují vždy pod tabulku s číslem popisným“ a s kombinací čísla orientačního s evidenčním nepočítá. RÚIAN však jejich kombinaci umožňuje. 
Podle § 5 vyhlášky č. 326/2000 Sb. se pro popisná, evidenční a orientační čísla užívá arabských číslic a čísla se přidělují v rozmezí 1 až 9999, u čísel popisných a evidenčních bez jakýchkoliv dodatků. Obvykle se přidělují vzestupně v souvislé číselné posloupnosti, v některých obcích se však používají i jiné způsoby, například vyhrazení samostatného úseku číselné řady, změna původního popisného čísla na evidenční, číslování od konce číselné řady atd. 
Nejvyšším přípustným popisným číslem je 9999, nástroj ověřování adres v RÚIAN umožňuje nahlédnout, že evidenční čísla 9999–9995 jsou někde přidělena od konce číselné řady, a to v pražských částech Čakovice, Košíře, Smíchov, Střešovice, Žižkov, Lhotka, Podolí, Krč, Vinohrady a Malá Strana, nejvíce v Podolí a na Vinohradech. V některých obcích jsou přidělována evidenční čísla v řadě od 9001 výše (Místrovice, Temešvár, Lubina ve městě Kopřivnice, Hylváty a Kerhartice ve městě Ústí nad Orlicí, Čáslav-Nové Město, Děčín XXIV-Krásný Studenec, Děčín XVII-Jalůvčí, Sebuzín v Ústí nad Labem, Újezd ve městě Trmice, Ryjice aj.), če. 8001 je přiděleno ve městě Kadaň.

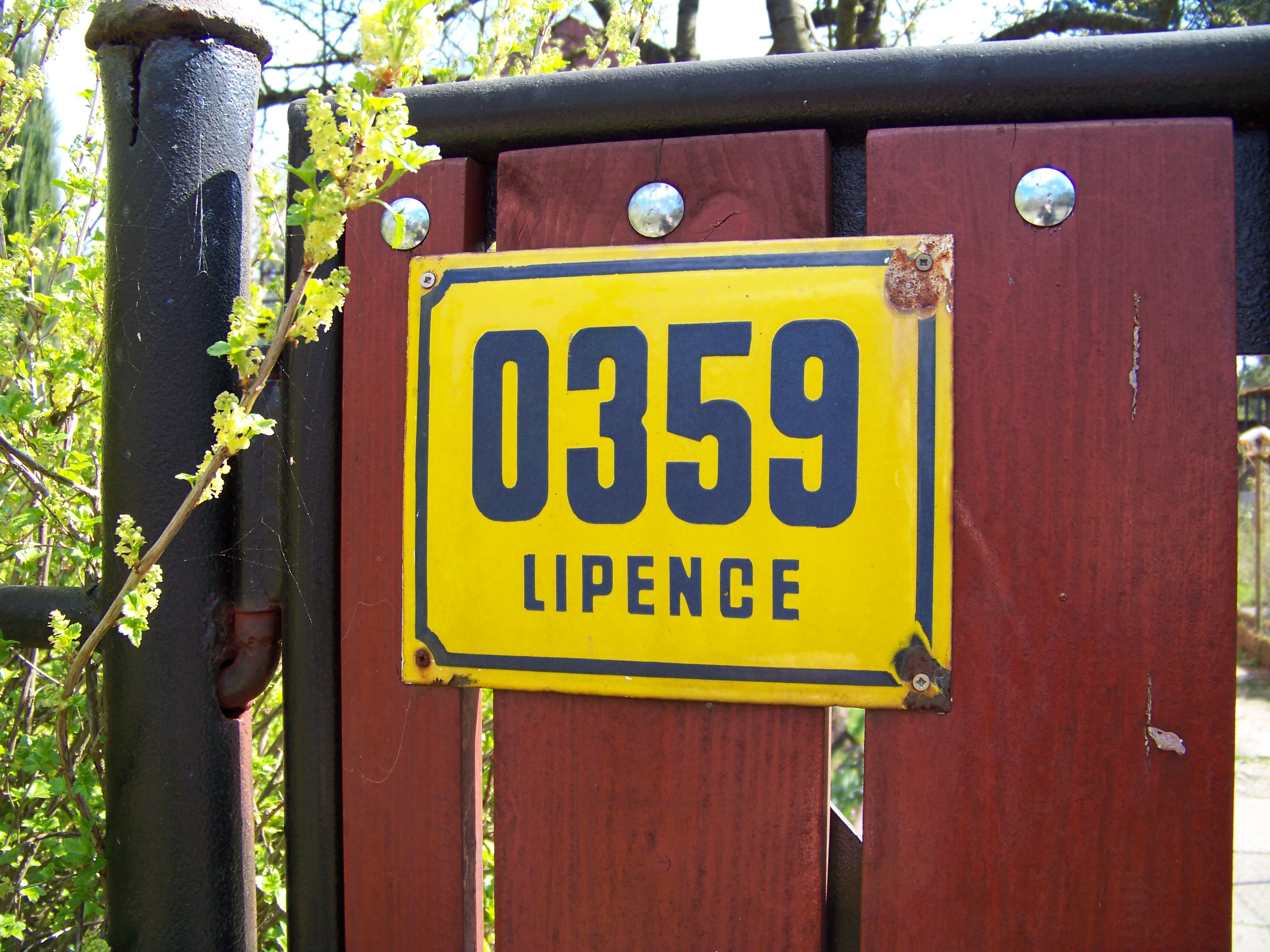
Typické ev. č. rekreačního objektu, rozlišené žlutou barvou a počáteční nulou
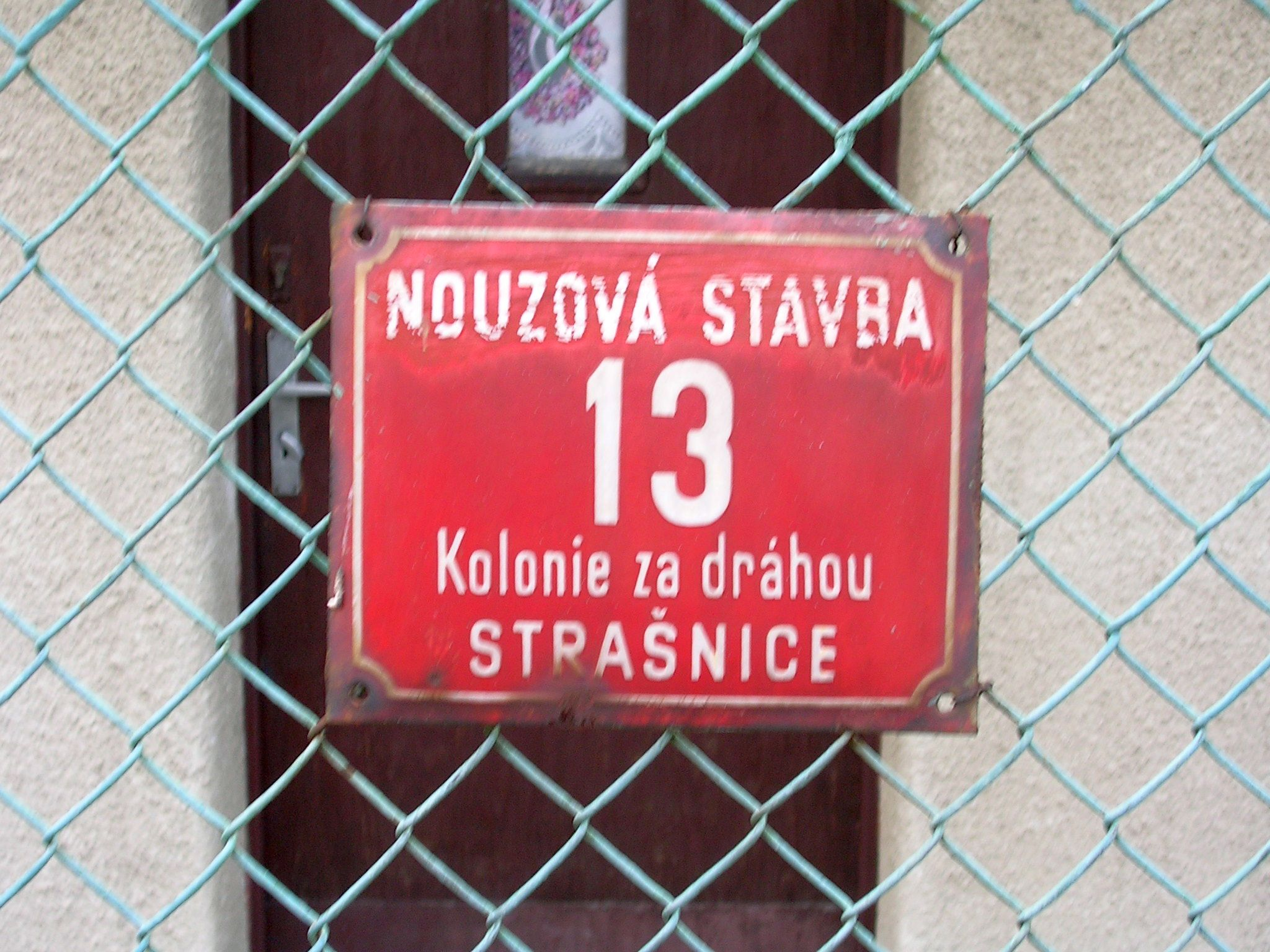
Evidenční číslo nouzové stavby
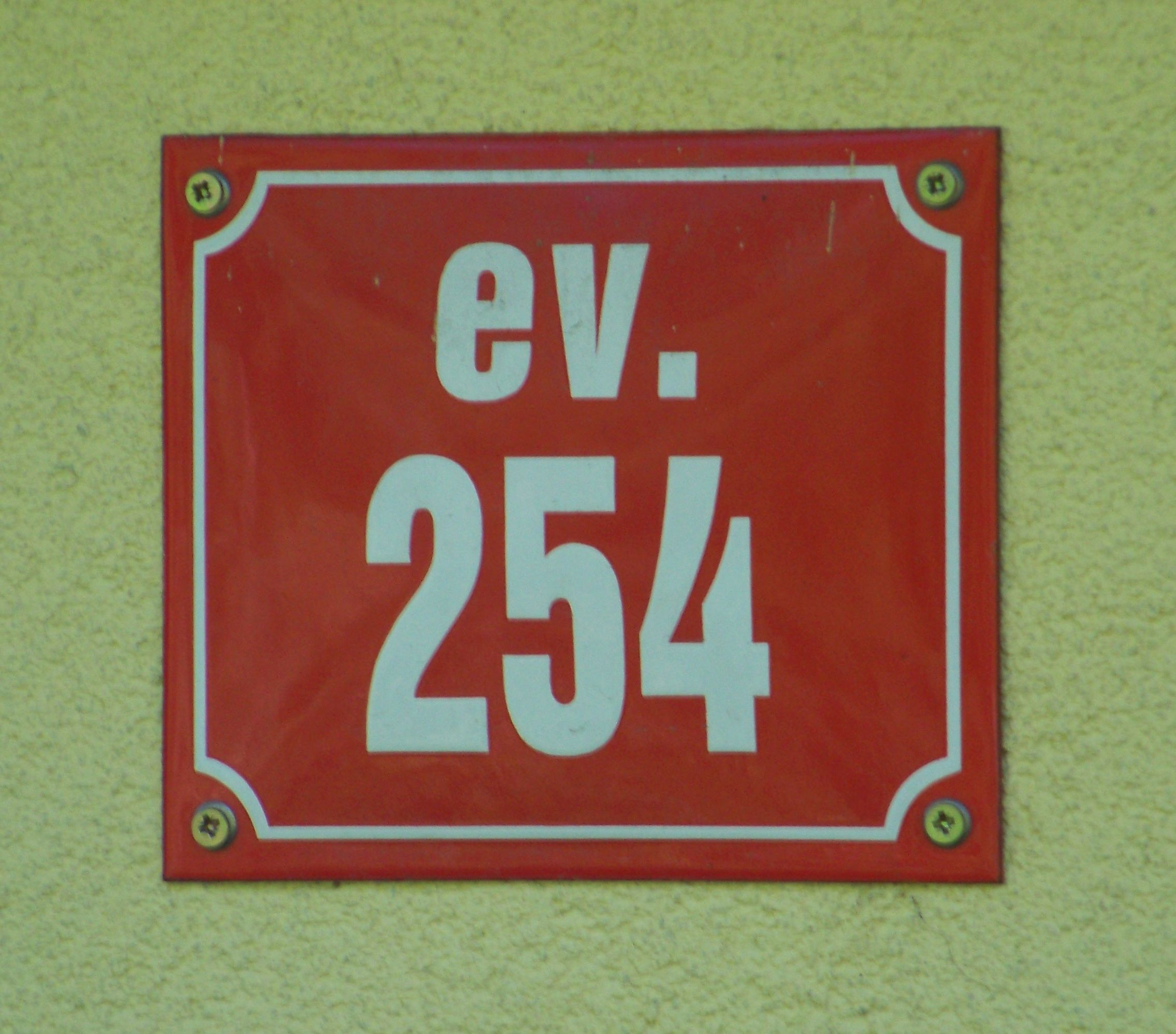
Ev. č. rekreačního objektu v Praze-Holyni
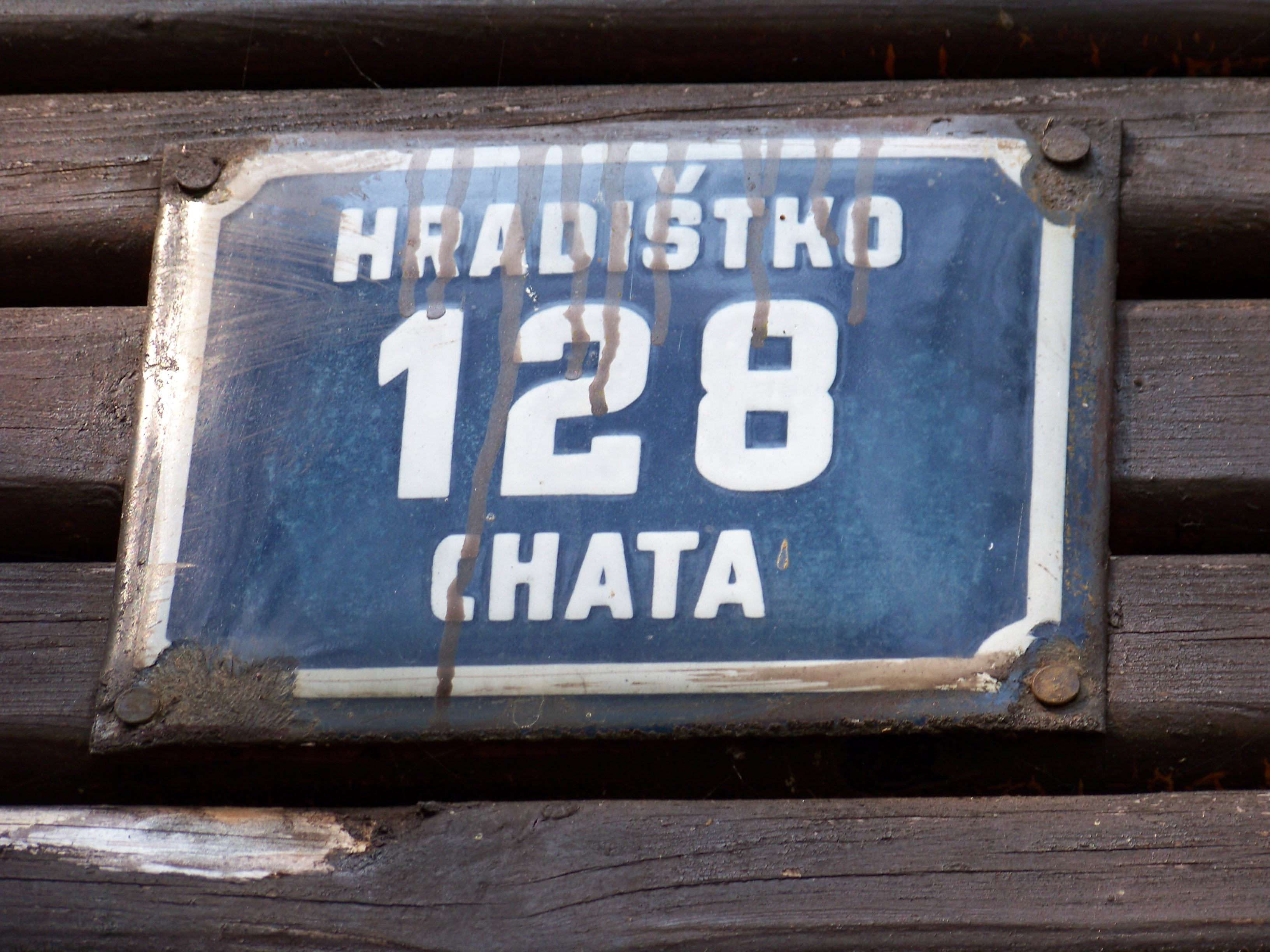
Ev. č. chaty, Hradištko (okres Praha-západ)
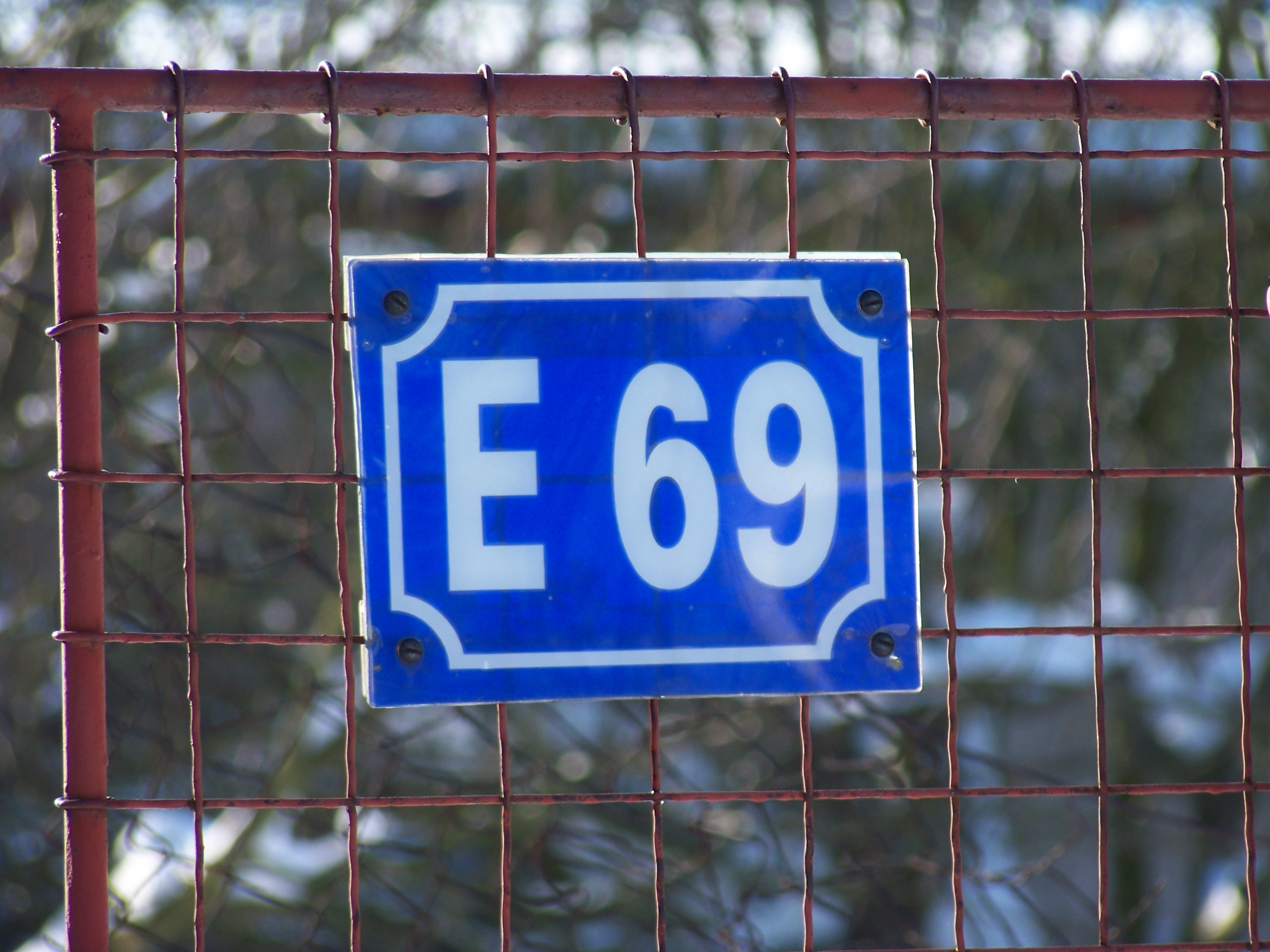
Ev. č. rozlišené písmenem E, Hradec Králové-Třebeš
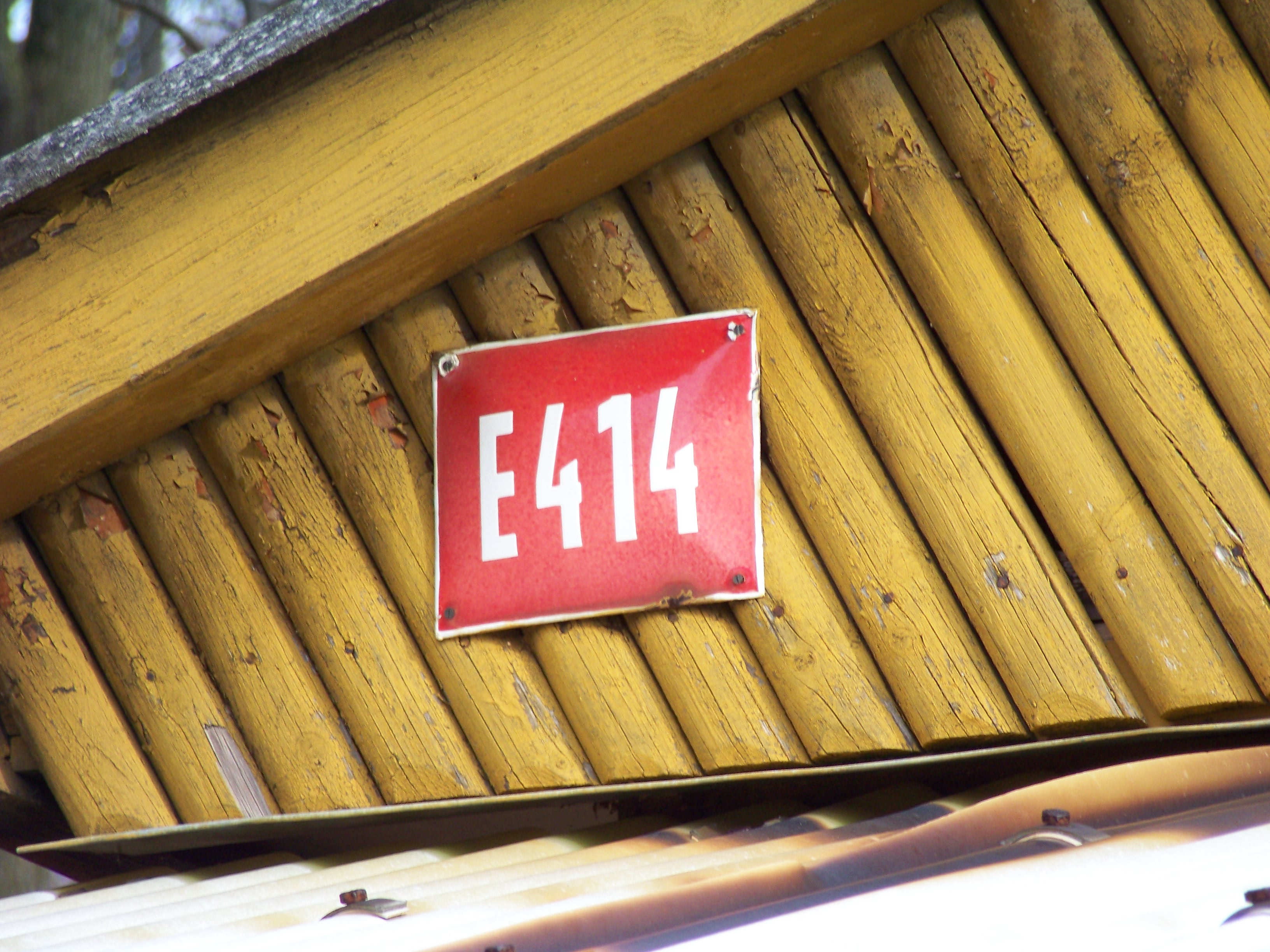
Ev. č. rozlišené písmenem E, Černolice, Praha-západ
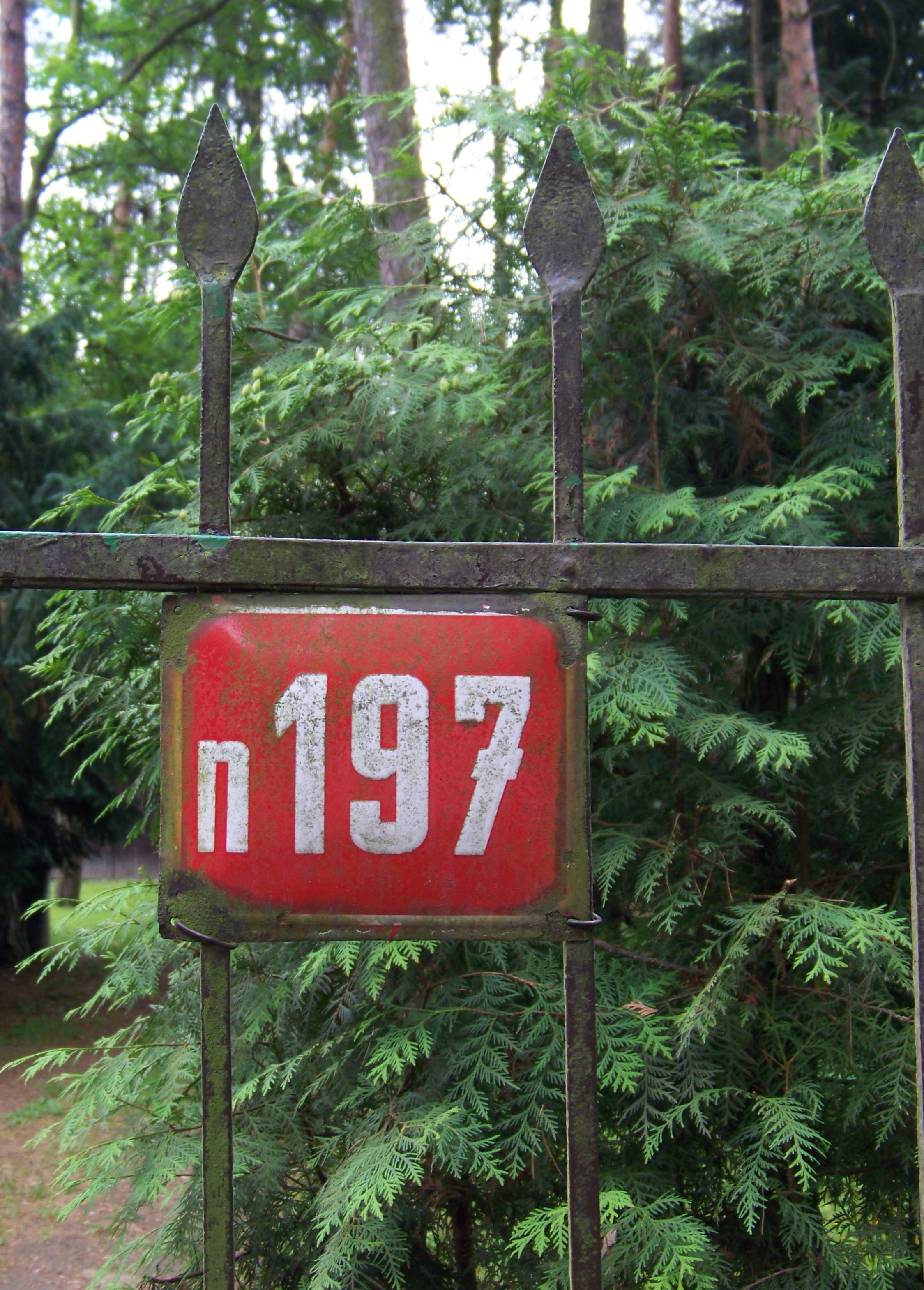
Nouzová stavba odlišená písmenem n před evidenčním číslem, Klánovice
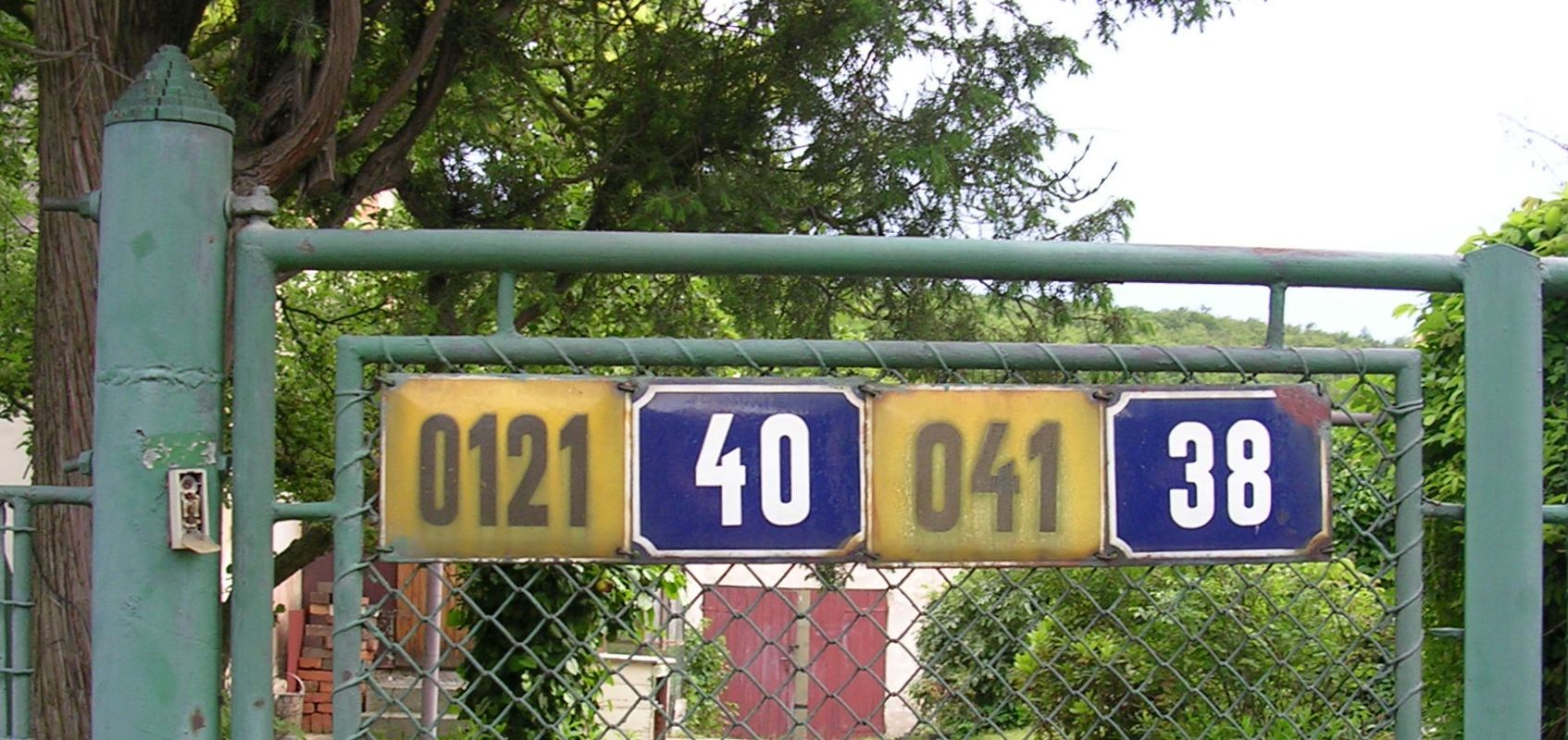
Podle běžné metodiky se stavbám s evidenčním číslem nepřiděluje orientační číslo, jsou však i výjimky